# سیارک ۲۵۴۳۰
سیارک ۲۵۴۳۰ (به انگلیسی: 25430 Ericlarson، نامگذاری:1999VT189) بیست و پنج هزار و چهارصد و سی‌امین سیارک کشف شده‌است که در ۱۵ نوامبر ۱۹۹۹ کشف شد.
قدر مطلق سیارک برابر ۱۱.۷ است.